# Decticryptis obsolescens
Decticryptis obsolescens är en fjärilsart som beskrevs av W. Warren 1913. Decticryptis obsolescens ingår i släktet Decticryptis och familjen nattflyn. Inga underarter finns listade i Catalogue of Life.